# Бонер
Бонер (хол. Bonaire, папијаменто Boneiru) је специјална општина Холандије која је у саставу Карипске Холандије смештена у Карипском мору. Налази се близу обале Венецуеле. Главни град острва је Кралендајк.
Површина острва је 294 km², док на њему живи 15.800 становника (2011). Главна привредна активност је туризам. Бонер је окружен коралним спрудом који је заштићен национални парк.